# Rolls-Royce Trent 7000
Rolls-Royce Trent 7000 — висококонтурний турбовентиляторний двигун, вироблений компанією Rolls-Royce, ітерація сімейства Trent, яким оснащується виключно Airbus A330neo. Анонсований 14 липня 2014 року, перший тест відбувся 27 листопада 2015 року. Перший політ здійснив 19 жовтня 2017 року на борту A330neo. Отримав сертифікат типу EASA 20 липня 2018 року як варіант Trent 1000. Вперше був доставлений 26 листопада, а до 20 грудня отримав дозвіл на ETOPS 330. Порівняно з Trent 700 літака A330, двигун потужністю 68 000–72 000 фунт-сил (300—320 кН) подвоює коефіцієнт двоконтурності до 10:1 і вдвічі зменшує рівень шуму. Співвідношення тиску збільшено до 50:1, має 112-дюймовий (280 см) вентилятор і систему відведення повітря. Споживання палива покращено на 11 %.